# 秋田市立図書館
秋田市立図書館（あきたしりつとしょかん）は、秋田県秋田市にある公共図書館。

## 概要
秋田市が管理運営する図書館には、中央図書館明徳館、土崎図書館、新屋図書館、雄和図書館、中央図書館明徳館河辺分館および明徳館文庫がある。全館の蔵書数は600,906冊で、年間貸出数は787,753点である（2012年度統計）。特徴的な取り組みとしては郷土資料の収集に積極的なことが挙げられ、中央図書館明徳館では那波家（なばけ）文書、長瀬家文書ほか、土崎図書館では麻木家日記ほかの古文書を収集しており、一部はマイクロフィルム化され、閲覧が可能である。
なお、2003年（平成15年）をピークとして年間貸出数の減少が続いており、長期的な利用の落ち込みが見られる。また、住民1人あたりの年間図書購入費が約62円と、同程度の人口規模の自治体では全国最低水準であり、県内平均（約231円）も大きく下回るなど、図書購入費用の不足が問題となっている。この対策として市では図書館の命名権を売却し、図書購入費用の充実にあてる方針であり、2015年（平成27年）4月より3年間の契約期間で北都銀行が命名権を購入、全館に「ほくとライブラリー」の愛称がついた。その後3年間で更新したが、2021年（令和3年）4月より、きららホールディングス（本社・秋田市。保育園や放課後児童クラブ、介護施設などを手掛ける事業持株会社）が5年契約で命名権を購入し、「きららとしょかん」とされる予定。

## 歴史
秋田市内では秋田県立図書館が1899年（明治32年）から市内中心部に位置していたものの、 市立の図書館としては市北部にある土崎図書館が最も古い。これは1902年（明治35年）に南秋田郡立図書館として土崎港町に設置されたものを、1941年（昭和16年）の同町の秋田市への編入合併にともない引き継いだもので、以来新屋図書館が設置される1962年（昭和37年）まで、市内では県立図書館と市立土崎図書館の2館体制が続いた。その間1954年（昭和29年）に秋田市立図書館設置条例を制定、その後前述の通り1962年に市西部の新屋地区に新屋図書館を設置し、あわせて土崎、新屋の両館を「秋田市立図書館」と総称することとなった。1972年（昭和47年）から、移動図書館「イソップ号」が運行を開始。市内各所を巡回し、今日まで市民の読書環境の向上に寄与している。中央図書館明徳館が設置されたのは遅く1983年（昭和58年）、東北地方で最初のコンピュータシステムを備えた公共図書館として、市内中心部、千秋公園の一角にあたる千秋明徳町に設置された。同時に市内3館のネットワーク化が始められ、図書の予約貸出および返却がいずれの図書館でも可能となった。同年12月に秋田市立図書館設置条例の全部を改正して新たに秋田市立図書館条例を制定している。なお当時はまだ県立図書館が千秋地区にあり（のちの秋田県民会館分館ジョイナス）、中央図書館明徳館が開設されてから県立図書館が1993年（平成5年）に山王新町の現在地に移転するまでの約10年間、県立と市立の両図書館が中土橋通りを挟んで近接していた。1990年（平成2年）にはキャプテンシステムの端末機を利用した図書の検索、貸出予約システムを全国に先駆けて導入したが、1999年（平成11年）にはインターネット方式に更新している。なお、一時期土崎図書館、新屋図書館とも中央図書館明徳館の分館という位置づけだったが、それぞれ1991年（平成3年）、1998年（平成10年）に現在の建物が完成し移転した際、あらためて独立している。
雄和図書館は、旧雄和町において1986年（昭和61年）に町役場の新庁舎（現秋田市雄和市民サービスセンター）が建設された際に、雄和町立図書館として役場建物と一体で整備・開設されたもので、2005年（平成17年）に同町が秋田市に編入合併されたことにともない、秋田市立図書館の一つとなった。2006年（平成18年）に市内図書館のコンピュータシステムを一新した際、雄和図書館もオンラインネットワークに加わった。

### 年表
- 1902年（明治35年）6月 - 南秋田郡立図書館が土崎港町に設置される。
- 1923年（大正12年）4月1日 - 郡制廃止により、郡立図書館を県に移管。これにともない秋田県立図書館土崎分館と改称[12]。
- 1932年（昭和7年）9月 - 県立図書館分館を地元町に移管。これにともない秋田県立図書館土崎分館が土崎港町に移管され、土崎港町図書館と改称[12]。
- 1941年（昭和16年）4月1日 - 土崎港町をはじめとする秋田市周辺の4町村が秋田市に編入合併、これにともない図書館が市立に移管され、秋田市立土崎図書館となる。
- 1954年（昭和29年）1月 - 土崎図書館の2代目施設が竣工（第一期）。15日に完成し、27日に竣工式を行った[13]。
  - 秋田市立図書館設置条例を制定。
- 1955年（昭和30年）1月22日 - 土崎図書館の第二期工事が完成[14]。
- 1962年（昭和37年）10月15日 - 秋田市立新屋図書館が開館[8]。
- 1971年（昭和46年）9月4日 - 貸出システムにブラウン方式を採用し、貸出手続きを簡素化し改善[15]。
- 1972年（昭和47年）7月 - 移動図書館「イソップ号」が運行を開始。
- 1980年（昭和55年）6月 - 「イソップ号」の車両を更新[16]。
- 1983年（昭和58年）10月3日 - 秋田市立中央図書館明徳館が開館。
  - 12月23日 - 秋田市立図書館設置条例の全部を改正し、秋田市立図書館条例を制定。
- 1984年（昭和59年）10月23日 - 中央図書館明徳館館内に石川達三記念室を設置[17]。
- 1986年（昭和61年）7月26日 - 河辺郡雄和町に雄和町立図書館が開館。
- 1990年（平成2年）4月 - コンピュータシステムを更新し、OPACを導入[10]。
  - 10月2日 - キャプテンシステムの端末機を利用した館外からの図書検索・予約サービスを全国で初めて開始[9]。
- 1991年（平成3年）4月10日 - 土崎図書館が移転新築し開館[18]。
- 1992年（平成4年）2月 - 「イソップ号」の車両を更新。
- 1998年（平成10年）4月17日 - 新屋図書館が秋田公立美術工芸短期大学（当時）の敷地内に移転新築し開館[19]。
- 2005年（平成17年）1月11日 - 河辺郡河辺町・雄和町の2町が秋田市に編入合併、これにともない雄和町立図書館が秋田市に移管され、秋田市立雄和図書館となる。
- 2006年（平成18年）12月1日 - 市内図書館のコンピュータシステムを更新し、雄和図書館もオンラインネットワークに加わる[11]。
- 2007年（平成19年）4月25日 - 河辺地区河辺総合福祉交流センター内に中央図書館明徳館河辺分館、愛称「せせらぎライブラリー」を設置[20]。
- 2009年（平成21年）11月 - 「イソップ号」の車両を更新[21]。
- 2011年（平成23年）7月1日 - フォンテ秋田6階に中央図書館明徳館文庫（フォンテ文庫）を設置[22]。
- 2015年（平成27年）4月1日 - ネーミングライツ導入に伴い、北都銀行と3年間の契約で「ほくとライブラリー」の呼称を使用開始。ネーミングライツの対象は、4図書館、1分館の5施設一括としており、各館の名称の先頭に「ほくとライブラリー」が冠される。
- 2018年（平成30年）4月1日 - 北都銀行が3年契約で更新し、引き続き各館の名称の先頭に「ほくとライブラリー」が冠される。
- 2021年（令和3年）4月1日 - きららホールディングスが5年契約でネーミングライツを取得し、各館の名称の先頭に「きららとしょかん」が冠される。

## サービス
館外貸出は秋田市内在住または通勤・通学者が対象。貸出には利用者登録が必要で、これは「イソップ号」を含む市内各図書館で受付を行っている。利用者登録をすることで、市内のいずれの図書館でも本の貸出予約および返却が可能となるほか、インターネット上でも貸出予約、貸出状況の確認が可能。このほかに中央図書館明徳館および土崎図書館では視覚障碍者向けの朗読サービスがあり、中央図書館明徳館では毎週水曜・金曜および毎月第3土曜に、土崎図書館では毎週火曜・木曜に、ボランティアの協力で対面朗読や電話による朗読を行っている。

### 館外貸出
- 図書：7冊まで14日間貸出可。
- CD：図書とは別に2点まで7日間貸出可。中央図書館明徳館、土崎図書館、新屋図書館でのみ貸出。

### 開館時間
中央図書館明徳館
- 平日：9時00分 - 19時00分（7月のみ20時まで開館）
- 土・日・祝日：9時00分 - 17時00分（通年）

土崎・新屋・雄和図書館および河辺分館
- 平日：10時00分 - 19時00分（河辺分館のみ18時で閉館）
- 土・日・祝日：9時00分 - 17時00分（通年）

明徳館文庫（フォンテ文庫）
- 元日を除き通年営業。10時から20時（子どもライブラリーは18時）まで利用可。

### 休館日
- 月曜日（祝日およびその振替休日の場合は開館し翌日休館）
- 資料整理日（毎月末日。ただし、土・日の場合は開館）
- 年末年始（12月29日から1月4日まで）
  - 他に11月に特別整理期間の休館日がある。

## 一覧
括弧内は、2015年4月に導入されたネーミングライツによる名称。
| 名称                                                                | 住所                                              | 延床面積   | 蔵書数  | 年間貸出数 | 年間入館者数 | 設立年 |
| ------------------------------------------------------------------- | ------------------------------------------------- | ---------- | ------- | ---------- | ------------ | ------ |
| 秋田市立中央図書館明徳館 （きららとしょかん明徳館）                 | 〒010-0875 秋田市千秋明徳町4-4                    | 4,806.43m2 | 315,610 | 397,964    | 318,894人    | 1983年 |
| 秋田市立中央図書館明徳館河辺分館 （きららとしょかん明徳館河辺分館） | 〒019-2625 秋田市河辺北野田高屋字上前田表66-1     | 449m2      | 15,168  | 23,445     | 14,744人     | 2007年 |
| 明徳館文庫（フォンテ文庫）                                          | 〒010-0001 秋田市中通二丁目8番1号フォンテAKITA6階 | 450m2      | 2,667   | 4,388      | 80,568人     | 2011年 |
| 秋田市立土崎図書館 （きららとしょかん土崎図書館）                   | 〒011-0946 秋田市土崎港中央六丁目16-30            | 1,603.20m2 | 102,967 | 161,394    | 103,146人    | 1902年 |
| 秋田市立新屋図書館 （きららとしょかん新屋図書館）                   | 〒010-1632 秋田市新屋大川町12-26                  | 1,672.71m2 | 83,786  | 136,499    | 96,987人     | 1962年 |
| 秋田市立雄和図書館 （きららとしょかん雄和図書館）                   | 〒010-1223 秋田市雄和妙法字上大部48-1             | 727.5m2    | 36,942  | 18,355     | 17,009人     | 1986年 |
| イソップ号                                                          |                                                   |            | 65,652  | 54,728     |              | 1972年 |
| 総計                                                                |                                                   |            | 622,792 | 796,773    | 631,348人    |        |

- 統計年度は2011年（平成23年）度のもの[2]

## 中央図書館明徳館
秋田市立中央図書館明徳館（あきたしりつちゅうおうとしょかんめいとくかん）は、秋田市千秋明徳町4-4にある秋田市立図書館の中央図書館である。1983年（昭和58年）10月に開館した。

## 土崎図書館
秋田市立土崎図書館（あきたしりつつちざきとしょかん）は、秋田市土崎港中央六丁目16-30にある秋田市立図書館の一つである。
1902年（明治35年）設立の南秋田郡立図書館を淵源とし、市立では最も古い図書館である。1954年（昭和29年）1月に2代目図書館に改築、翌1955年（昭和30年）1月には第二期工事が完成し拡張された。現在の建物は3代目で、1991年（平成3年）竣工、現図書館の開館とあわせて中央図書館明徳館の分館から独立した。建物は港町土崎を象徴して汽船をイメージした曲線的な外観となっている。
図書館の前には『種蒔く人』の記念碑がある。『種蒔く人』とは1921年（大正10年）から刊行された同人誌で、「土崎版」と称される第一次3号までが当地で刊行された（4号以降最終24号までは東京で刊行）。記念碑は日本のプロレタリア文学の発祥とされる同誌と、小牧近江らの活動を顕彰するものである。また、図書館2階には『種蒔く人』資料展示室がある。
立地は奥羽本線土崎駅から徒歩2分ほど。バスでも「土崎駅前」または「土崎駅入口」が最寄り。土崎神明社も近い。

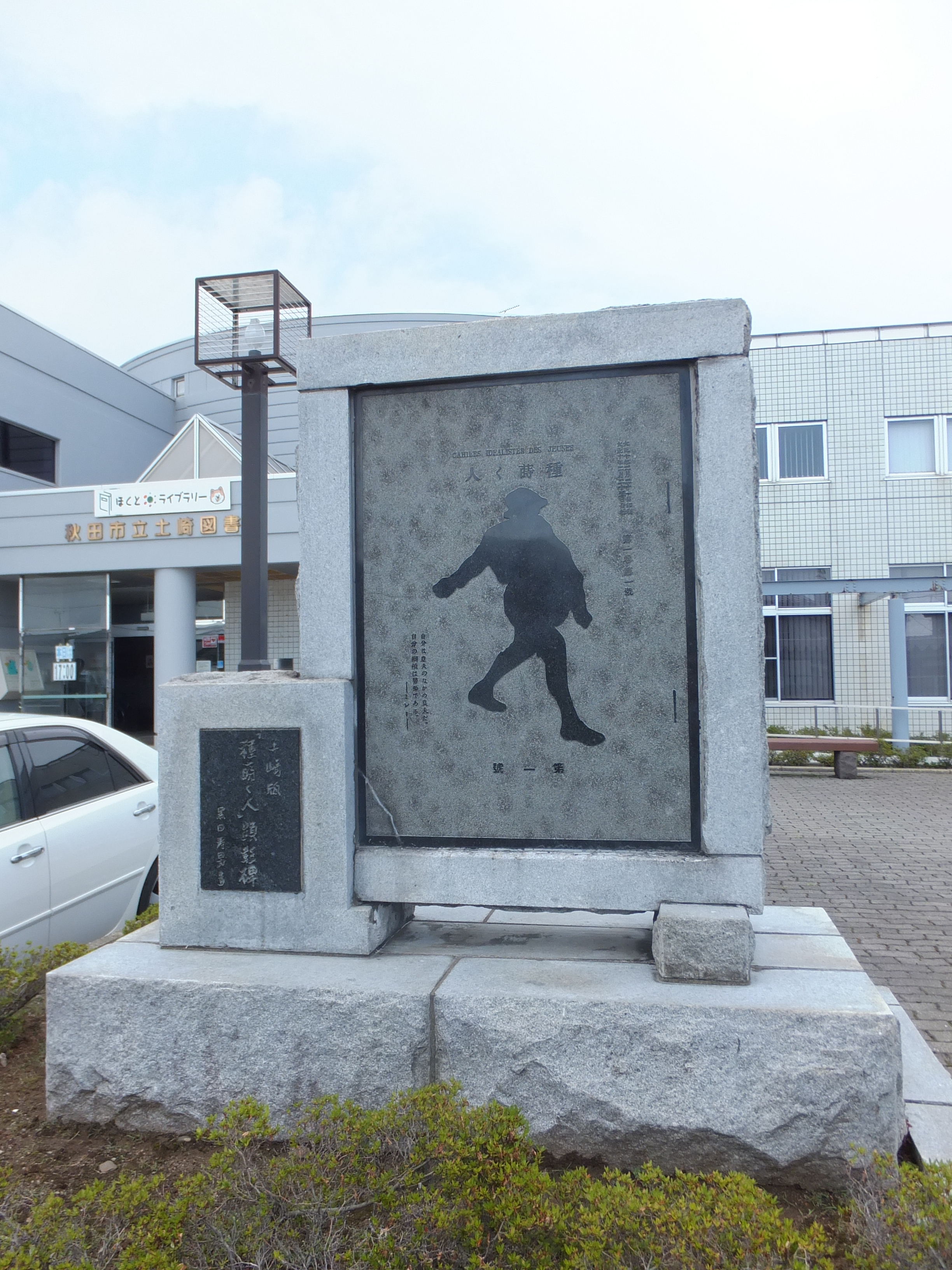
土崎図書館の前にある「種蒔く人」の碑

## 新屋図書館
秋田市立新屋図書館（あきたしりつあらやとしょかん）は、秋田市新屋大川町にある秋田市立図書館の一つである。1962年（昭和37年）、土崎図書館に続く第2の市立図書館として建設された。現在の建物は2代目で、1998年（平成10年）竣工、秋田公立美術大学のキャンパスに隣接する。また現図書館の開館とあわせて中央図書館明徳館の分館から独立した。建物は本館と国立の旧食糧倉庫を改修した倉庫棟の2棟から構成され、渡り廊下で結ばれている。倉庫棟では一般書・児童書の他に新屋地域の地場産業であった日本酒の酒造に関する本を充実させているのが特徴で、「酒の資料コーナー」では約580冊の資料を所蔵している。また、新屋地区に関する郷土資料も収集、所蔵している。
旧食糧倉庫群は図書館の他にも改修を経て秋田公立美術大学の実習棟、工芸体験棟、地域交流棟等として開放されており（アトリエももさだ）、新屋図書館倉庫棟も含めて2000年（平成12年）12月に登録有形文化財として登録されている。またそれに先立つ1998年（平成10年）には、新屋図書館がグッドデザイン賞を受賞した。
立地は前述の通り秋田公立美術大学のキャンパスに隣接しており、また秋田市立秋田西中学校にも近接する。羽越本線新屋駅からは徒歩約20分ほど、新屋駅北側からは遊歩道が整備されている。バスでは秋田中央交通・羽後交通「美術大学前」バス停が最寄り、下車約5分ほど。

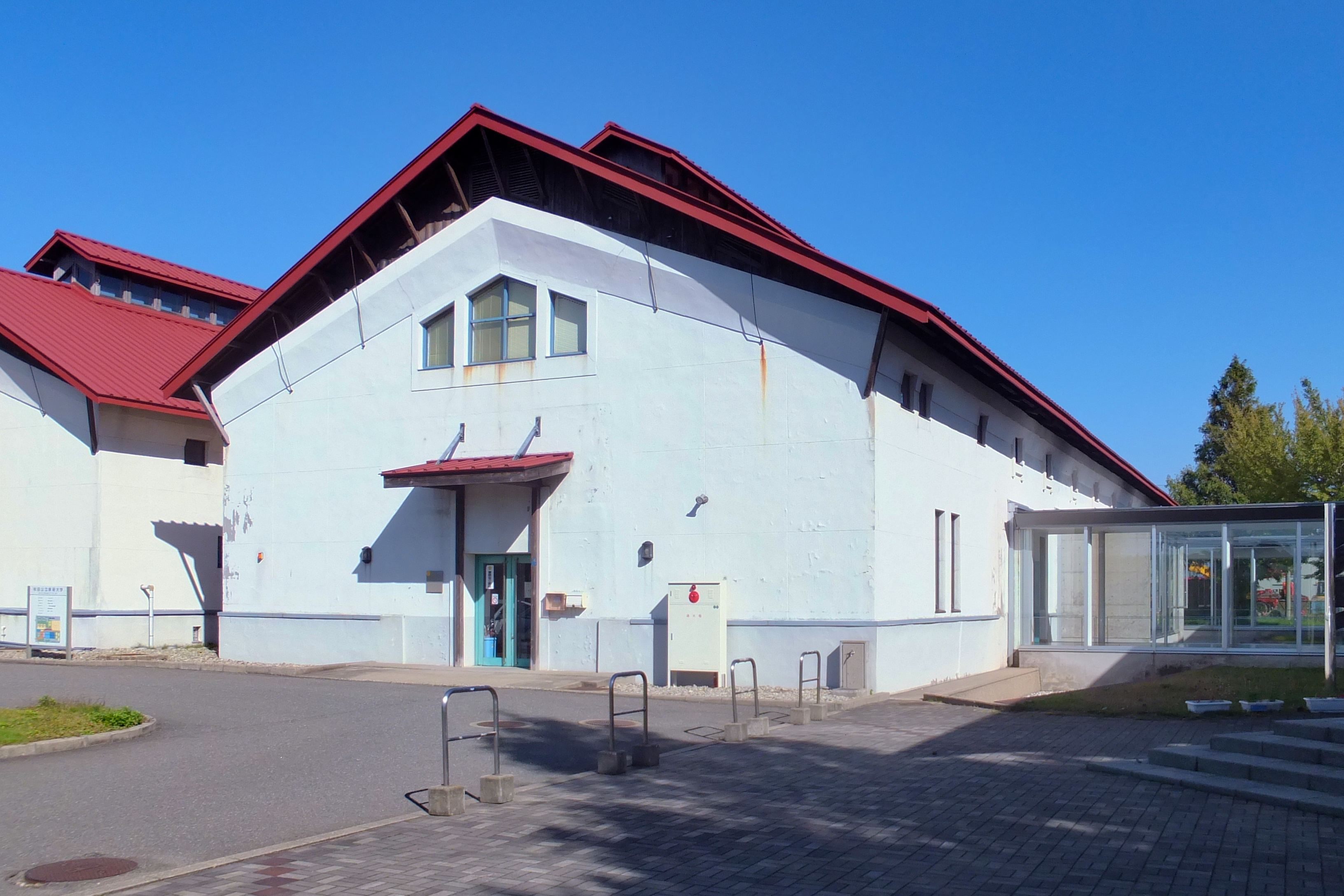
新屋図書館倉庫棟

## 雄和図書館
秋田市立雄和図書館（あきたしりつゆうわとしょかん）は、秋田市雄和にある秋田市立図書館の一つである。旧雄和町において1986年（昭和61年）に町役場が改築された際、雄和町立図書館として役場建物と一体で整備・開設された。2005年（平成17年）1月に同町が秋田市に編入合併されたことにともない、秋田市立図書館に加わっている。合併後、従前の雄和町役場は雄和市民センターとして存置されてきたが、改修を経て2011年（平成23年）5月に雄和市民サービスセンターに改組され、建物は市役所支所機能を備えた複合文化施設となっている。図書館2階には郷土出身の俳人である石井露月の資料室がある。
立地は雄和地区の中心部にあり、バスでは「雄和市民サービスセンター」バス停が最寄りである。

## 移動図書館「イソップ号」
「イソップ号」は、秋田市立図書館の移動図書館車両であり、組織上は中央図書館明徳館の分館にあたる。1972年（昭和47年）より運行を開始し、現在の車両は2009年（平成21年）に導入された4代目。
約2,500冊の本を積み、市内各所を巡回している。